# Jay C. Flippen
Jay C. Flippen (n. 6 martie 1899, Little Rock, Arkansas, SUA – d. 3 februarie 1971, Los Angeles, California, SUA) a fost un actor american. A fost căsătorit timp de 25 de ani cu scenarista Ruth Brooks Flippen.

## Filmografie

### Film
- Million Dollar Ransom (1934) – Singer (nemenționat)
- Marie Galante (1934) – Sailor in Bar (nemenționat)
- Brute Force (1947) – Hodges
- Intrigue (1947) – Mike, the bartender
- They Live by Night (1948) – T-Dub
- A Woman's Secret (1949) – Police Insp. Jim Fowler
- Down to the Sea in Ships (1949) – Luke Sewell
- Oh, You Beautiful Doll (1949) – Lippy Brannigan
- Buccaneer's Girl (1950) – Jared Hawkins
- The Yellow Cab Man (1950) – Hugo
- Love That Brute (1950) – Biff Sage
- Winchester '73 (1950) – Sgt. Wilkes (cu Jimmy Stewart)
- Two Flags West (1950) – Sgt. Terrance Duey
- The Lemon Drop Kid (1951) – Straight Flush Tony (cu Bob Hope)
- The Flying Leathernecks (1951) – MSgt. Clancy (Line Chief) (cu John Wayne)
- The Lady from Texas (1951) – Sheriff Mike McShane
- The People Against O'Hara (1951) – Sven Norson
- The Model and the Marriage Broker (1951) – Dan Chancellor
- Bend of the River (1952) – Jeremy Bailey (cu Jimmy Stewart)
- The Las Vegas Story (1952) – Capt. H.A. Harris
- Woman of the North Country (1952) – Axel Nordlund
- Thunder Bay (1953) – Kermit MacDonald (cu Jimmy Stewart)
- Devil's Canyon (1953) – Captain Jack Wells
- East of Sumatra (1953) – Mac
- The Wild One (1953) – Sheriff Stew Singer
- Carnival Story (1954) – Charley Grayson
- Six Bridges to Cross (1955) – Vincent Concannon
- Țara îndepărtată (The Far Country, 1955) – Rube (cu Jimmy Stewart)
- 1955 Omul fără stea (Man Without a Star), regia King Vidor – Strap Davis
- Strategic Air Command (1955) – Tom Doyle (cu James Stewart)
- It's Always Fair Weather (1955) – Charles Z. Culloran
- Kismet (1955) – Jawan
- Oklahoma! (1955) – Skidmore
- Jaf la hipodrom (The Killing, 1956) – Marvin Unger
- 7th Cavalry (1956) – Sgt. Bates
- The King and Four Queens (1956) – Bartender (cu Clark Gable)
- The Halliday Brand (1957) – Chad Burris
- Hot Summer Night (1957) – Oren Kobble
- Public Pigeon No. 1 (1957) – Lt. Ross Qualen
- The Midnight Story (1957) – Sgt. Jack Gillen
- The Restless Breed (1957) – Marshal Evans
- Run of the Arrow (1957) – Walking Coyote
- Night Passage (1957) – Ben Kimball (cu Jimmy Stewart)
- The Deerslayer (1957) – Old Tom Hutter
- Jet Pilot (1957) – Major General Black (cu John Wayne)
- Escape from Red Rock (1957) – Sheriff John Costaine
- From Hell to Texas (1958) – Jake Leffertfinger
- Wild River (1960) – Hamilton Garth
- Studs Lonigan (1960) – Father Gilhooey
- The Plunderers (1960) – Sheriff McCauley
- How The West Was Won (1962) – Huggins (cu John Wayne) (nemenționat)
- Looking for Love (1964) – Mr. Ralph Front
- Viața lui Iisus (The Greatest Story Ever Told, 1965) – Drunken Soldier – Herod Antipas' Court (nemenționat)
- Cat Ballou (1965) – Sheriff Cardigan
- The Spirit Is Willing (1967) – Mother
- Firecreek (1968) – Mr. Pittman (cu Jimmy Stewart)
- Hellfighters (1968) – Jack Lomax (cu John Wayne)
- The Old Man Who Cried Wolf (1970) – Pawnbroker
- The Seven Minutes (1971) – Luther Yerkes (ultimul rol de film)

### Televiziune
- Wanted: Dead or Alive – episodul "Miracle at Pot Hole" – Chute Wilson (1958)
- Walt Disney's Wonderful World of Color – episodul "The Griswold Murder" – Pop Griswold (1959)
- The Untouchables – episodul "You Can't Pick the Number" – Al Morrisey (1959)
- Stagecoach Coast – episodul "Not in Our Stars" – Aaron Sutter (1961)
- The Dick Van Dyke Show – episodul "The Return of Happy Spangler" – Happy Spangler (1962)
- The Untouchables – episodul "Fall Guy" – Big Joe Holvak (1962)
- Ensign O'Toole – 32 episodes – Chief Petty Officer Homer Nelson (1962-1963)
- Bonanza – episodul "The Prime of Life" – Barney Fuller (1963)
- Gunsmoke – episodul "Owney Tupper Had a Daughter" – Owney (1964)
- The Virginian – episodul "Ride to Delphi" – Stage Depot Agent (uncredited)  (1966)
- The Virginian – episodul "The Wolves Up Front, the Jackals Behind" – Pa Colby (1966)
- A Man Called Shenandoah – episodul "The Imposter" – Andrew O'Rourke (1966)
- Ironside – episodul "A Very Cool Hot Car" – Muldoon (1967)
- The Virginian – episodul "The Barren Ground" – Asa Keogh (1967)
- The Virginian – episodul "Stopover" –  Judge (1969)
- Rawhide – episodul "Incident of the Widowed Dove" – Marshal Lindstrom (1959)
- The Name of The Game – episodul "Chains of Command" – Zack Whitten (1970)